# Vicente Calderón
Vicente Calderón Pérez-Cavada (* 27. Mai 1913 in Torrelavega, Kantabrien; † 24. März 1987 in Madrid) war Geschäftsmann und langjähriger Präsident des spanischen Fußballvereins Atlético Madrid.

## Leben
Vicente Calderón wurde 1913 im nordspanischen Torrelavega geboren. Im 20. Lebensjahr wurde er zum Vollwaisen und hielt sich mit diversen Jobs über Wasser. Erst nach mehreren Jahren konnte er sich als erfolgreicher Geschäftsmann in der Madrider Geschäftswelt etablieren. Auch die Stadt Gandia war für seinen Erfolg essentiell. Calderón unterhielt viele Geschäftsverbindungen mit der Stadt und wurde auch in dieser Stadt begraben, nachdem er am 24. März 1987 einen Herzinfarkt erlitt und verstarb.

## Atlético Madrid
Vicente Calderón übernahm das Amt des Präsidenten am 21. Januar 1964 interimistisch, nachdem sein Vorgänger, Javier Barroso, aufgrund der hohen Vereinsverschuldung zurücktrat. Zwei Monate später wurde er offiziell im Amt bestätigt.
Calderón trieb den Bau des neuen Stadions voran, nachdem der Bau aufgrund der akuten Finanzprobleme bereits unterbrochen wurde. Zwei Jahre später, am 2. Oktober 1966, wurde das Stadion offiziell eröffnet. In den 1970er Jahren wurde das Stadion, auf Calderóns Drängen hin, mehrmals ausgebaut. Bereits während seiner Präsidentschaft wurde das Stadion im Jahr 1971 von „Estadio del Manzanares“ in „Estadio Vicente Calderón“ umbenannt.
In Calderóns erster Amtszeit konnten vier spanische Meistertitel errungen werden. Zusätzlich gewann Atlético dreimal den spanischen Pokal.
Calderóns erfolgreiche Amtszeit endete im Jahr 1980.
Der Verein verlor an Stabilität und in den folgenden zwei Jahren gab es vier verschiedene Clubpräsidenten, worauf sich Calderón entschloss, ein weiteres Mal als Präsident von Atlético Madrid zu fungieren. Er wurde 1982 mit großer Mehrheit erneut zum Präsidenten gewählt. In seiner zweiten Amtszeit kam lediglich ein weiterer Copa-del-Rey-Titel hinzu. Am 24. März 1987 starb Calderón als amtierender Präsident von Atlético Madrid an einem Herzinfarkt.
| Personendaten    | Personendaten                                             |
| ---------------- | --------------------------------------------------------- |
| NAME             | Calderón, Vicente                                         |
| ALTERNATIVNAMEN  | Calderón Pérez-Cavada, Vicente                            |
| KURZBESCHREIBUNG | langjähriger Präsident des Fußballvereins Atlético Madrid |
| GEBURTSDATUM     | 27. Mai 1913                                              |
| GEBURTSORT       | Torrelavega, Kantabrien                                   |
| STERBEDATUM      | 24. März 1987                                             |
| STERBEORT        | Madrid                                                    |